# Werrington (Kornwalia)
Werrington – wieś w Anglii, w Kornwalii. Leży 103 km na północny wschód od miasta Penzance i 311 km na zachód od Londynu.